# دسته کلاغ‌ها
دسته کلاغ‌ها (انگلیسی: A Murder of Crows) یک فیلم سینمایی آمریکایی در ژانر تریلر محصول سال ۱۹۹۸ میلادی به کارگردانی رودی هرینگتون و بازیگران اصلی فیلم کوبا گودینگ جونیور و تام برنگر می‌باشند.

## داستان
وقتی وکیلی از کار خود محروم می‌شود تصمیم می‌گیرد کتابی دربارهٔ تجربیات خود بنویسد. او با مردی ملاقات می‌کند که اجازه می‌دهد دست نوشته‌هایش را بخواند. آن مرد فوت می‌کند و وکیل از آن نوشته‌ها یک کتاب را منتشر می‌کند. درست وقتی کتاب به موفقیت می‌رسد او به جرم قتل واقعی پنج وکیل که در کتاب نوشته شده است دستگیر می‌شود…

## بازیگران
- کوبا گودینگ جونیور در نقش لوسون راسل
- تام برنگر در نقش کلیفورد دوبوس
- ماریان ژان-بتیست در نقش الیزابت پاپ
- اریک استولتس
- مارک پلگرینو در نقش پروفسور آرتور کوروس
- اشلی لاورنس در نقش جینین دووری
- کامرون آرگانزیانو در نقش قاضی ویلی بانینگ
- لاکلین مونرو
- داگ وورت

## تولید
فیلمبرداری در دسامبر ۱۹۹۷ در سراسر کی وست، فلوریدا، لس آنجلس، کالیفرنیا و نیواورلئان، لوئیزیانا آغاز شد.